# Andinomyia nigra
Andinomyia nigra là một loài ruồi trong họ Tachinidae.